# U-387
U-387 — средняя немецкая подводная лодка типа VIIC времён Второй мировой войны.

## История
Заказ на постройку субмарины был отдан 21 ноября 1940 года. Лодка была заложена 5 сентября 1941 года на верфи Ховальдсверке, Киль, под строительным номером 18, спущена на воду 1 октября 1942 года, вошла в строй 24 ноября 1942 года под командованием оберлейтенанта Рудольфа Бёхлера.

### Флотилии
- 24 ноября 1942 года — 30 июня 1943 года — 5-я флотилия (учебная)
- 1 июля 1943 года — 31 октября 1943 года — 7-я флотилия
- 1 ноября 1943 года — 9 декабря 1944 года — 13-я флотилия

### История службы
Лодка совершила 15 боевых походов, успехов не достигла.
21 ноября 1944 года вышла в свой последний поход из Нарвика. После захода в Харстад U-387 безуспешно действовала в группе «Штир» против конвоя JW-62. 1 декабря была включена в группу «Грубе» и до 5 декабря занимала позицию в районе Йоканьги, когда вместе с U-997 вошла в группу «Шток».
Вечером 8 декабря 1944 года командующий подводными силами в Арктике приказал всем ПЛ в районе Рыбачьего держаться ближе к берегу. Последнее сообщение с U-387 было отправлено в 00:31 (02:31 по Москве) 9 декабря из квадрата АС8827, то есть как раз ближе к Рыбачьему, чуть западнее позиции «Шток-4».
Потоплена 9 декабря 1944 года в Баренцевом море близ Мурманска, в районе с координатами 69°41′ с. ш. 33°12′ в. д.. При подготовке к выходу из Полярного конвоя RA-62 британская 7-я эскортная группа (2 шлюпа, 2 корвета) приступила к «прочёсыванию» маршрута конвоя и в ходе операции британский корвет HMS Bamborough Castle бортовой РЛС обнаружил подлодку. В ходе преследования было выполнено несколько атак глубинными бомбами с применением бомбомёта «Сквид». После третьего залпа наблюдались признаки поражений цели, лодка не всплывала и затонула из подводного положения. Погиб весь экипаж — 51 человек. 
По некоторым отечественным источникам, потоплена в том бою тараном эсминца «Живучий». Однако, как выяснилось после войны, «Живучий» атаковал U-1163 (описание боя по бортовым журналам «Живучего» и U-1163 совпадает, включая и подтверждение немцами факта тарана, после которого лодка прервала боевой поход и с трудом дошла до базы для ремонта). Претендовали на потопление U-387 и атаковавшие немецкие подлодки в том же районе советские эсминцы «Разумный», «Дерзкий» и лидер «Баку», но как выяснилось также после войны, их целью (или по крайней мере, одного из них) была ПЛ U-318, получившая при уклонении от атак глубинными бомбами повреждения корпуса от удара об дно.

### Атаки на лодку
- 19 июля 1944 года норвежский самолёт типа «Сандерленд» атаковал лодку. Для исправления повреждений U-387 была вынуждена вернуться в Тронхейм.

### Обнаружение
В июне 2013 года идентифицирована на дне Баренцева моря МГС «ГС-278» российского ВМФ.